# برنوشت

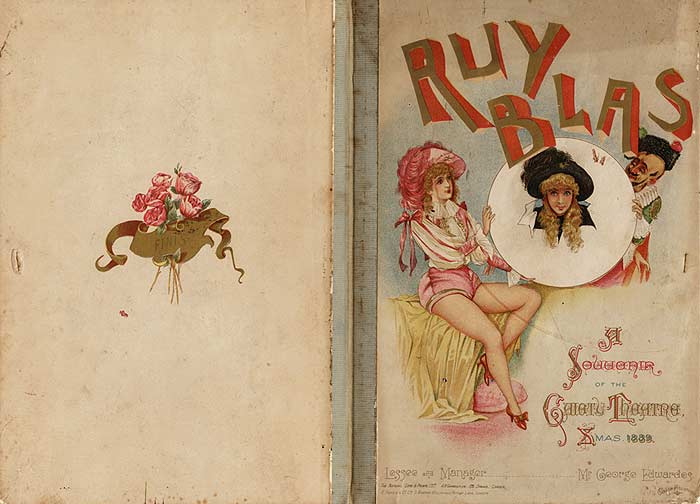
The programme from Ruy Blas and the Blasé Roué

برنوشت یا بروشور (به انگلیسی: programme) دفترچه‌ای است که برای تماشاکنانِ نمایش یا مسابقهٔ ورزشی و از این دست منتشر می‌شود و حاوی توضیحاتی در چند و چون آن است. برنوشت گاه رایگان داده می‌شود و گاه به فروش می‌رسد.